# Surgical Oncology
Surgical Oncology, abgekürzt Surg. Oncol., ist eine wissenschaftliche Fachzeitschrift, die vom Elsevier-Verlag veröffentlicht wird. Die Zeitschrift erscheint derzeit mit vier Ausgaben im Jahr. Es werden Übersichtsarbeiten aus dem Bereich der onkologischen Chirurgie veröffentlicht.
Der Impact Factor lag im Jahr 2015 bei 3,514. Nach der Statistik des ISI Web of Knowledge wird das Journal mit diesem Impact Factor in der Kategorie Chirurgie an 27. Stelle von 198 Zeitschriften und in der Kategorie Onkologie an 77. Stelle von 213 Zeitschriften geführt.